# Damien Dussaut
Damien Dussaut (8 november 1994) is een Frans voetballer die als vleugelverdediger speelt. Hij tekende in januari 2019 bij Dinamo Boekarest.

## Clubcarrière
Dussaut is afkomstig uit de jeugdopleiding van Valenciennes, waar hij in september 2011 in het tweede elftal debuteerde. In augustus 2014 tekende hij een driejarig contract bij Standard Luik. Op 7 december 2014 debuteerde hij in de Jupiler Pro League tegen Sporting Charleroi. Hij speelde de volledige wedstrijd mee, die beslist werd door een doelpunt van Igor de Camargo vlak voor rust. Eén week later stond hij opnieuw in de basiself, ditmaal in de verloren topper tegen Club Brugge. In beide wedstrijden stond de linksvoetige Dussaut als rechtsachter geposteerd.

## Statistieken[6]
| Seizoen | Club              | Land              | Competitie         | Competitie | Competitie | Beker | Beker | Supercup | Supercup | Europees | Europees | Totaal | Totaal |
| Seizoen | Club              | Land              | Competitie         | Wed.       | Dlp.       | Wed.  | Dlp.  | Wed.     | Dlp.     | Wed.     | Dlp.     | Wed.   | Dlp.   |
| ------- | ----------------- | ----------------- | ------------------ | ---------- | ---------- | ----- | ----- | -------- | -------- | -------- | -------- | ------ | ------ |
| 2014/15 | Standard Luik     | Vlag van België   | Jupiler Pro League | 7          | 0          | 0     | 0     | —        | —        | 0        | 0        | 7      | 0      |
| 2015/16 | Standard Luik     | Vlag van België   | Jupiler Pro League | 1          | 0          | 1     | 0     | —        | —        | 0        | 0        | 2      | 0      |
| 2015/16 | Sint-Truidense VV | Vlag van België   | Jupiler Pro League | 12         | 0          | 0     | 0     | —        | —        | —        | —        | 12     | 0      |
| 2016/17 | Sint-Truidense VV | Vlag van België   | Jupiler Pro League | 17         | 0          | 3     | 0     | —        | —        | —        | —        | 20     | 0      |
| 2017/18 | Sint-Truidense VV | Vlag van België   | Jupiler Pro League | 25         | 2          | 2     | 0     | —        | —        | —        | —        | 27     | 2      |
| 2018/19 | Dinamo Boekarest  | Vlag van Roemenië | Liga 1             | 8          | 0          | 0     | 0     | —        | —        | —        | —        | 8      | 0      |
| TOTAAL  | TOTAAL            | TOTAAL            | TOTAAL             | 49         | 1          | 6     | 0     | 0        | 0        | 0        | 0        | 55     | 1      |